# Milan Vader
Milan Vader (Midelburgo, 18 de febrero de 1996) es un deportista neerlandés que compite en ciclismo en las modalidades de montaña y ruta.
Ganó una medalla de bronce en el Campeonato Europeo de Ciclismo de Montaña de 2019, en la prueba de campo a través individual.

## Medallero internacional
| Campeonato Europeo | Campeonato Europeo     | Campeonato Europeo | Campeonato Europeo |
| Año                | Lugar                  | Medalla            | Competición        |
| ------------------ | ---------------------- | ------------------ | ------------------ |
| 2019               | Brno (República Checa) | Medalla de bronce  | Campo a través     |

## Palmarés
2023
- Tour de Guangxi, más 1 etapa

## Resultados en Grandes Vueltas
| Carrera | Carrera         | 2022 | 2023 | 2024 | 2025 |
| ------- | --------------- | ---- | ---- | ---- | ---- |
|         | Giro de Italia  | —    | —    | —    | 80.º |
|         | Tour de Francia | —    | —    | —    | —    |
|         | Vuelta a España | —    | —    | —    | —    |

―: no participa
Ab.: abandono

## Equipos
- Visma (2022-2024)
  - Team Jumbo-Visma (2022-2023)
  - Team Visma | Lease a Bike (2024)
- Q36.5 Pro Cycling Team (2025-)